# Rie Swartwout de Hoog
Johanna Maria (Rie) Swartwout de Hoog (Amsterdam, 8 juli 1884 - Den Haag, 29 september 1979) was een Nederlandse schilderes en etser.

## Leven en werk
Swartwout de Hoog werd geboren in de P.C. Hooftstraat als dochter van Willem Frederik (Swartwout) de Hoog, procuratiehouder, en Maria Cornelia Manikus. Bij koninklijk besluit van 7 april 1903, nr 54, werd de familienaam gewijzigd van 'De Hoog' in 'Swarthout de Hoog'. Ze trouwde in 1912 met toneelspeler Jacobus Wouter Gerardus (Co) Balfoort (1887-1945), van wie ze in 1919 scheidde. In 1920 hertrouwde ze met kunsthandelaar Maurice Albert Duveen (1892-?).
Swartwout de Hoog volgde een opleiding aan de Rijksnormaalschool voor Teekenonderwijzers, waar ze in 1907 de M.O.-akte tekenen behaalde, en de Rijksakademie van beeldende kunsten in Amsterdam. Ze kreeg les van onder anderen Carel Dake, Manus van der Ven en Pieter Dupont. Ze sloot zich aan bij de De Onafhankelijken en was het eerste vrouwelijke bestuurslid van de vereniging. Ze woonde en werkte in Amsterdam, Londen (vanaf 1921) en New York (vanaf 1959) en keerde later naar Nederland terug. Ze schilderde vooral bloemstillevens in olieverf. 
De schilderes overleed in 1979, op 95-jarige leeftijd in Den Haag.